# 鍋山鉱山
鍋山鉱山（なべやまこうざん）は、かつて島根県雲南市（旧 三刀屋町）で操業していた鉱山である。斐川礦業により、化粧品や塗料、合成樹脂の原料などとして使われる絹雲母（セリサイト）を産出していた。

## 地質
三刀屋周辺の東西4km、南北8kmの一帯では20近いセリサイト鉱床があり、明治末期から大正にかけて採掘が行われた。第二次世界大戦後に再び採掘されるようになり、鍋山鉱山は1962年（昭和37年）に操業開始した。
花崗岩が200～300℃で熱水変成作用を受けてセリサイトが生成したものと推測され、フィッショントラック法による年代測定では、試料により35.1±2.1Ma（百万年前）、28.4±2.2Ma、36.6±1.6Maの結果が得られている。

## 採掘
鍋山鉱山の鉱体は幅30m・長さ100mほどで、三刀屋地区の他の鉱床に比べて大きい。深さ30mの竪坑から横坑道で掘り進め、採掘を終えた坑道は埋め戻す充填工法が採用されている。高品位の鉱石は淡緑色を帯び、原岩の組織はほぼ残存していない。採掘された鉱石は約18km離れた同社の上津工場に運ばれ精製される。直径3～4cmのセリサイトは水簸工程にかけられ、1ヶ月ほど水に浸され泥状にされる。上澄み液に含まれる1mm程の粒子は分離装置にかけられ、粒径100マイクロメートル以下の結晶を含む溶液が回収される。この溶液を脱水ののち天日乾燥させて得た水分1%程の固形物を破砕したものは塗料やアーク溶接用の溶接棒の原料となる。これをさらに別の分離装置にかけ、乾燥・破砕して粒径2～6ミクロンにまで精製したセリサイトは「斐川マイカZ20」の品名で出荷された。鍋山鉱山は三刀屋地区で最後まで操業を続け、愛知県の粟代鉱山と並ぶ日本で数少ないセリサイト鉱山として知られたが、2012年7月に土砂崩れのため閉山となった。